# 伊藤長兵衛 (七代)
七代目 伊藤 長兵衛（しちだいめ いとう ちょうべえ、1868年（明治元年）- 1941年（昭和16年））は、日本の実業家。初代伊藤忠兵衛は義理のおじにあたる。

## 来歴
近江国犬上郡河瀬村犬方（現・滋賀県彦根市犬方町）の若林又三郎の次男として生まれる。幼名は長次郎。16歳で伊藤長兵衛商店に丁稚奉公に入る。22歳で六代目伊藤長兵衛の養子となり、1892年（明治25年）に長兵衛の次女やすと結婚して、翌年七代目伊藤長兵衛を襲名した。滋賀県内外への商売が結実して伊藤長兵衛商店は拡大していき、1921年（大正10年）には伊藤忠商店を合併し、丸紅商店を設立して初代社長に就任した。これが現在の丸紅の前身にあたる。

## 豊郷病院の設立
近隣に診療所が皆無であったことを懸念した長兵衛は、1925年（大正14年）に私財と自宅敷地の大部分を寄付し、豊郷病院を開設した。第二次世界大戦後は伝染病棟を併設し、滋賀県下における伝染病患者の隔離・伝染防止の拠点を受け持っていた。現在は滋賀県湖東地区の総合病院として運営されている。